# Relaciones Guatemala-Israel

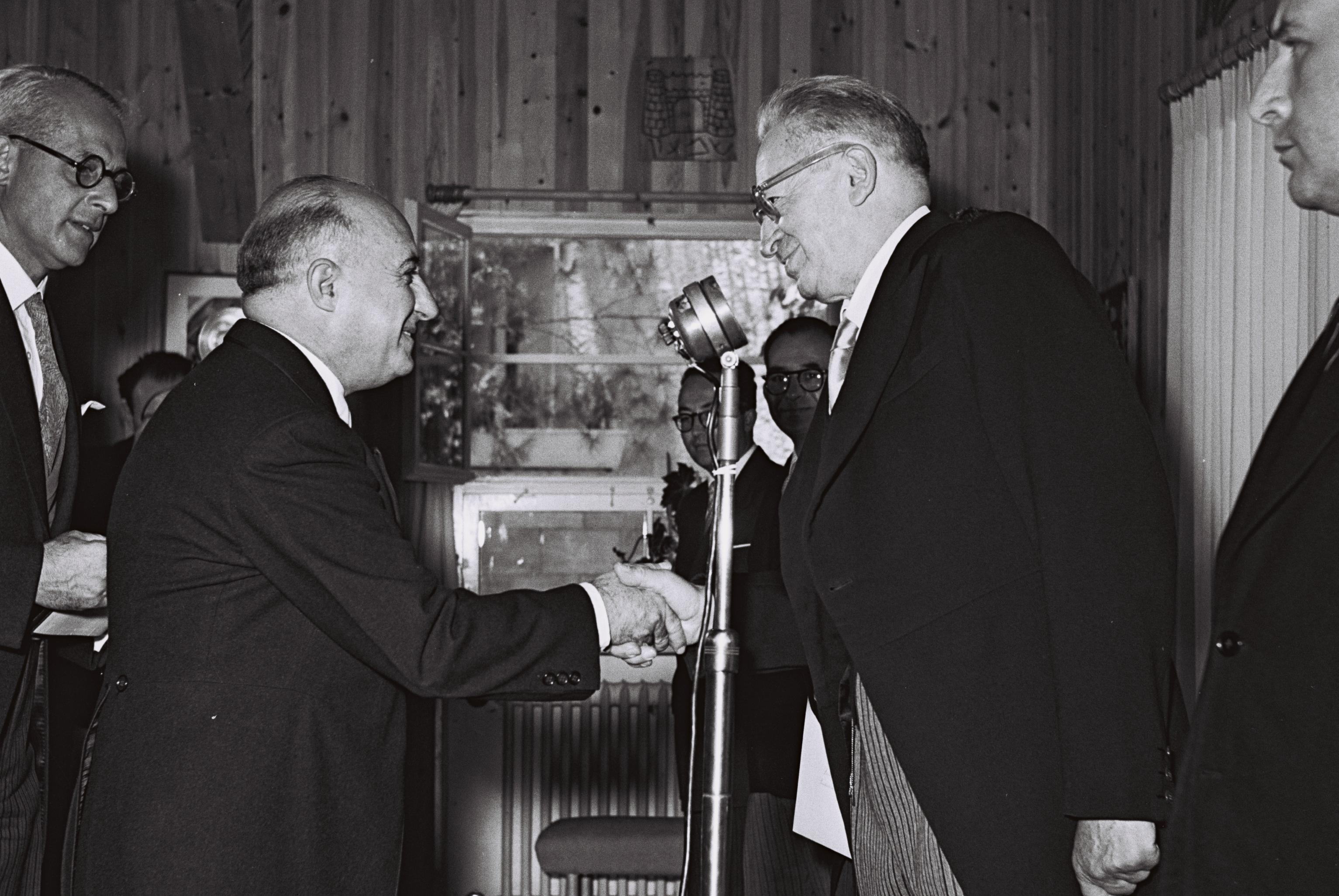
Jorge García Granados e Itzjak Ben-Zvi. Julio de 1955.

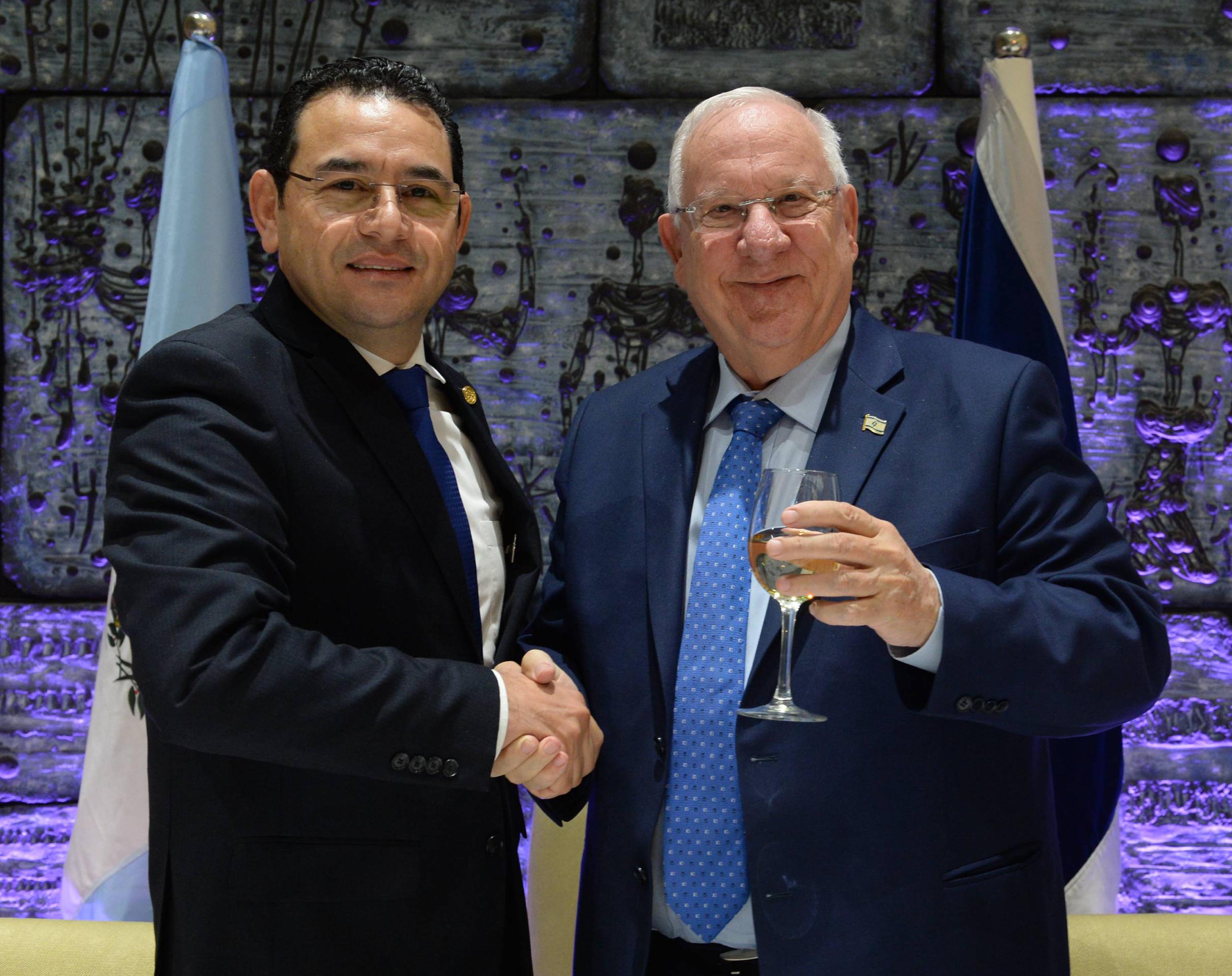
Jimmy Morales y Reuven Rivlin. Noviembre del 2016.

Las relaciones Guatemala-Israel son las relaciones internacionales entre Israel y Guatemala. Los dos países establecieron relaciones diplomáticas el 15 de mayo de 1948.

## Relaciones diplomáticas
Guatemala e Israel mantienen relaciones diplomáticas desde 1948. Ambos países tienen embajadas residentes. Guatemala votó en la Organización de las Naciones Unidas a favor del reconocimiento de Israel como estado independiente.
El 13 de mayo de 1947, Jorge García Granados, se integró como embajador de Guatemala ante las Naciones Unidas en la Comisión Especial para el Problema de Palestina. El Estado de Israel nace el 15 de mayo de 1947 a las cero horas con un minuto, 33 países votaron a favor de la resolución 181, otros 13 países votaron en contra y 10 más se abstuvieron a emitir su sufragio.
Según el diario El Salto, en 1982 se calculaba que el número de asesores israelíes en Guatemala era de alrededor de 300. The New York Times reportó que eran equipos de especialistas en inteligencia, seguridad y comunicaciones, así como personal militar de entrenamiento. The Washington Post informó que los asesores israelíes colaboraban con los agentes de seguridad de Guatemala para cazar a los grupos rebeldes clandestinos. Se denunció en ese tiempo que muchos de los asesores israelíes que llegaron como parte de los programas de acción cívica, de desarrollo cooperativo agrícola y de alfabetización entrenaban en realidad los kaibiles. La asistencia israelí jugó un papel destacado en la creación y armamento de las Patrullas de Autodefensa Civil.
En enero de 1983 el jefe del Estado Mayor General del Ejército, Héctor Mario López Fuentes, dijo: «Israel es nuestro principal proveedor de armas y el amigo número uno de Guatemala en el mundo». Israel fue uno de los primeros países en reconocer la dictadura de Óscar Humberto Mejía Víctores en agosto de 1983.
El 16 de mayo del 2018, el presidente Jimmy Morales inauguró la embajada de Guatemala en Jerusalén,
 dos días después de que el entonces presidente Donald Trump trasladara oficialmente la embajada de Estados Unidos de Tel Aviv a Jerusalén. Estados Unidos, Guatemala y Kosovo son los únicos tres países cuyas embajadas en Israel se encuentran en la ciudad de Jerusalén. La mayoría de países no reconocen Jerusalén como capital de Israel y tienen sus embajadas en Tel Aviv o Herzlia.

## Visitas de Estado
- Otto Pérez Molina (2014)
- Jimmy Morales (2016[9]y 2018)[7]